# Ligeia Mare
Ligeia Mare (la mer de Ligie ou mer de Ligée en français) est un lac d'hydrocarbures légers — essentiellement méthane et éthane — large d'environ 500 km et situé sur le satellite Titan de la planète Saturne par 79° N et 248° W, près du pôle nord de l'astre.

## Géographie
Ligeia Mare est l'un des plus grands lacs de Titan identifiés à ce jour, d'une superficie d'environ 100 000 km2.
|                      |  |                                                            |
| Carte de Ligeia Mare |  | Comparaison des tailles de Ligeia Mare et du lac Supérieur |

## Exploration et projets d'exploration
C'était la cible principale du projet de mission spatiale non retenu de 2011 Titan Mare Explorer (TiME) afin de faire amerrir et naviguer un engin à la surface d'un lac de Titan,. Il a également été proposé de retarder TiME suffisamment pour qu'il puisse être intégré à la mission phare Titan Saturn System Mission dont le lancement est proposé pour les années 2020,.